# 1992年世界博覽會

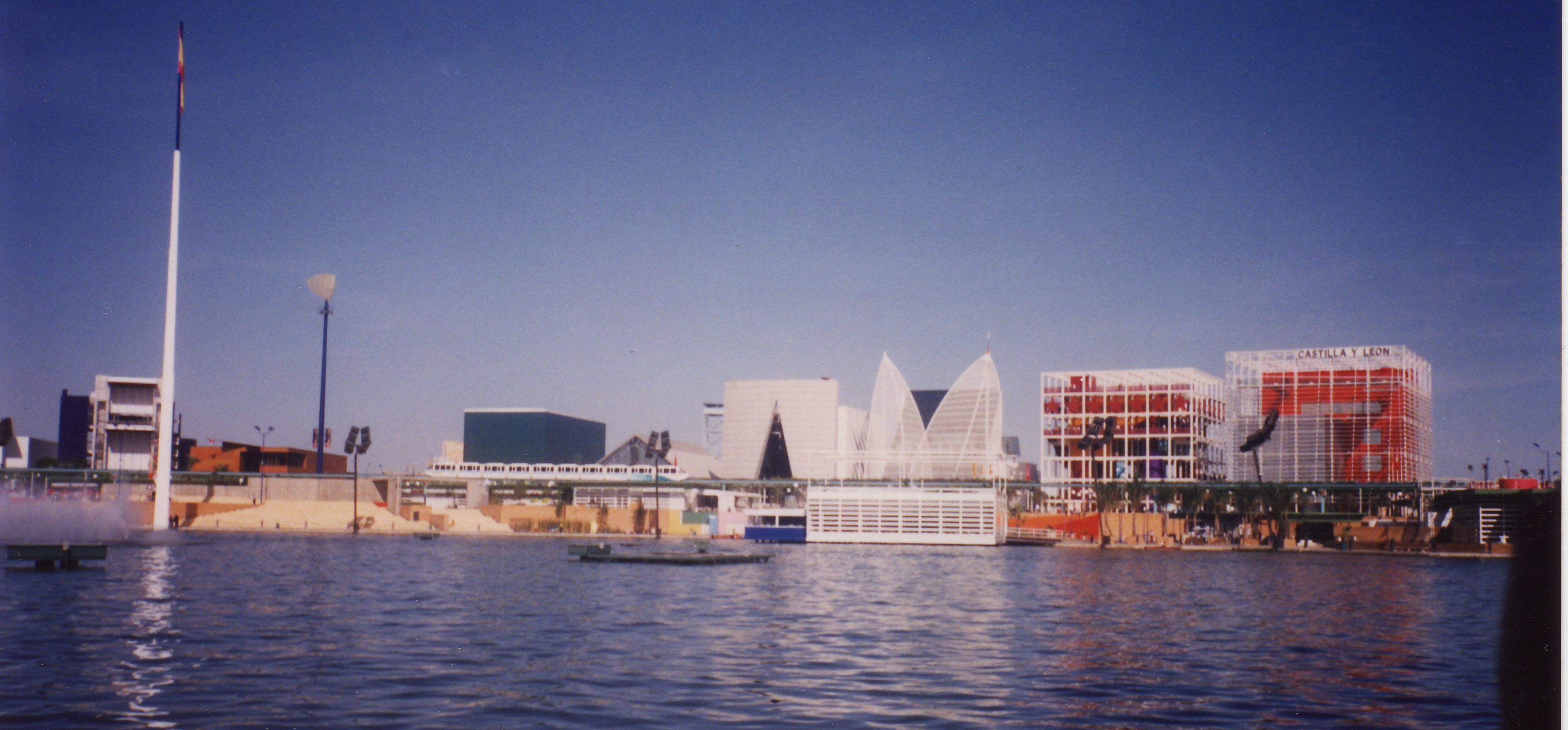
1992年世界博覽會的外觀

1992年世界博覽會（The Universal Exposition Seville '92）在西班牙的塞維亞舉行，從1992年4月20日開始，10月12日結束，共176天，主題為「發現的時代」，並有超過100個國家參加。總共累積超過4180萬人進場參觀。

## 概要
为举办这届世博会，西班牙政府共投资20亿美元，历时七年，共有112个国家和地区、23个国际组织、17个西班牙自治区和7家大的跨国公司参力，世界各地的600多名建筑师参与。

## 外部連結
- BIE官网（页面存档备份，存于）
- http://www.expo92.es Expo '92（页面存档备份，存于） (in Spanish)
- information and images* and images（页面存档备份，存于） (in Spanish)
- Expo 92 Sévilla World's fair remains after the expo (in French with lot of pictures)
- FLICKR http://www.flickr.com/groups/825251@N23/（页面存档备份，存于）